# José Daza
José Daza, (Manzanilla (Huelva) h. 1720 - h. 1785) fue un varilarguero, rejoneador y picador. Más célebre por su conocida y apreciada obra taurina «Precisos manejos y progresos condonados en dos tomos. Del más forzoso peculiar del Arte de la Agricultura que lo es el del Toreo», publicada en 1778 después de retirarse del oficio.
Su obra es su más importante legado, ya que no destacó como rejoneador y él mismo así lo reconoció. Su obra es un tratado sobre el toreo a pie y a caballo, con especial cuidado en la descripción de las artes del mismo, así como un referente para conocer a los toreros y ganaderías del siglo XVIII. Destacó las distintas clases de ganado taurino y las vacadas de cada región, desde Andalucía, pasando por Castilla, hasta Navarra. Con precisión narró aquellas corridas memorables a las que pudo asistir y, gracias a ello, se conocen hoy los nombres y hechos de algunos famosos toros y toreros.